# Vira (Gambarogno)
Vira foi uma comuna da Suíça, no Cantão Tessino, com cerca de 642 habitantes. Estendia-se por uma área de 11,9 km², de densidade populacional de 54 hab/km². Confinava com as seguintes comunas: Indemini, Magadino, Minusio, Piazzogna, Rivera, Sigirino.
A língua oficial nesta comuna era o Italiano.

## História
Em 25 de abril de 2010, passou a formar parte da nova comuna de Gambarogno.